# Sir-Tech
Sir-Tech Software, Inc. va ser un desenvolupador i editor de videojocs amb seu als Estats Units i el Canadà.

## Història
A la tardor de 1979, Norman Sirotek, Robert Sirotek i Robert Woodhead van fundar Sirotech Software. Sirotech Software va publicar Info Tree, un programa de gestió de bases de dades, Galactic Attack i una versió beta de Wizardry: Dungeons of Despair que més tard va ser rebatejada Wizardry: Proving Grounds of the Mad Overlord i es va llançar formalment a la tardor de 1981. Va ser el primer joc Wizardry.
A la primavera de 1981, Sir-Tech Software, Inc es va incorporar com a desenvolupador i editor de videojocs als Estats Units.
El 1998, Sir-Tech USA va tancar. La contrapart canadenca, Sirtech Canada Limited, va continuar operant fins a finals de 2003.
L'obra més coneguda de l'empresa és Wizardry. La sèrie Jagged Alliance, publicada per primera vegada per Sir-Tech el 1994, es va convertir en una franquícia popular. El tercer joc de la sèrie, Jagged Alliance 2, encara estava disponible al seu editor actual 15 anys després del seu llançament inicial.

## Videojocs

### Desenvolupats i distribuits
- Info Tree (1979) (com a Sirotech)
- Galactic Attack (1980) (com a Sirotech)
- Wizardry: Proving Grounds of the Mad Overlord (1981)
- Wizardry II: The Knight of Diamonds (1982)
- Wizardry III: Legacy of Llylgamyn (1983)
- Crypt of Medea (1984)
- Rescue Raiders (1984)
- Deep Space: Operation Copernicus (1986)
- Wizardry IV: The Return of Werdna (1987)
- Wizardry V: Heart of the Maelstrom (1988)
- The Usurper: The Mines of Qyntarr (1989)
- Wizardry VI: Bane of the Cosmic Forge (1990)
- Freakin' Funky Fuzzballs (1990)
- Wizardry VII: Crusaders of the Dark Savant (1992)
- Jagged Alliance: Deadly Games (1996)
- Nemesis: The Wizardry Adventure (1996)
- Wizardry VII: Crusaders of the Dark Savant (1996)
- Wizardry 8 (2001)

### Només desenvolupats
- Jagged Alliance 2 (1999)
- Jagged Alliance 2: Unfinished Business (2000)

### Només distibuits
- Star Maze (1982)
- The Seven Spirits of Ra (1987)
- Realms of Arkania: Blade of Destiny (1993)
- Realms of Arkania: Star Trail (1994)
- Druid: Daemons of the Mind (1995)
- Jagged Alliance (1995)
- Fable (1996)
- Armed & Delirious (1997)
- Excalibur 2555 AD (1997)
- Virus: The Game (1997)
- Realms of Arkania: Shadows over Riva (1997)

### Cancel·lat
- Wizardry: Stones of Arnhem (1994)[4]